# ولتیک
ولتیک (به لاتین: Velatice) یک ناحیه در جمهوری چک است که در Brno-Country District واقع شده‌است.

## خصوصیات
ولتیک ۲٫۲۶ کیلومترمربع مساحت و ۶۴۸ نفر جمعیت دارد و ۲۵۲ متر بالاتر از سطح دریا واقع شده‌است.